# Straszyk diabelski
Straszyk diabelski (Peruphasma schultei) – gatunek owada z rodziny Pseudophasmatidae, popularny jako zwierzę domowe.

## Występowanie
Gatunek ten jest endemitem. Zamieszkuje tereny niewielkiego pasma górskiego Cordillera del Cóndor w Peru, na wysokościach od 900 do 1800 m n.p.m. Szacuje się, że obszar występowania wynosi mniej niż 25 km². Liczebność populacji P. schultei nie jest znana. Przypuszcza się, że jest ona malejąca. Wpływ na to ma utrata naturalnych siedlisk poprzez ich przekształcanie pod plantację kawy i bananów oraz pastwisk dla bydła. Również rozdrobnienie populacji owada przez ograniczony obszar występowania rośliny pokarmowej, jaką jest drzewo z rodzaju Schinus, negatywnie w pływa na jej liczebność.
Nazwa gatunku wywodzi się od nazwiska Rainera Schulte'a, który zebrał naturalne okazy straszyka diabelskiego.

## Morfologia

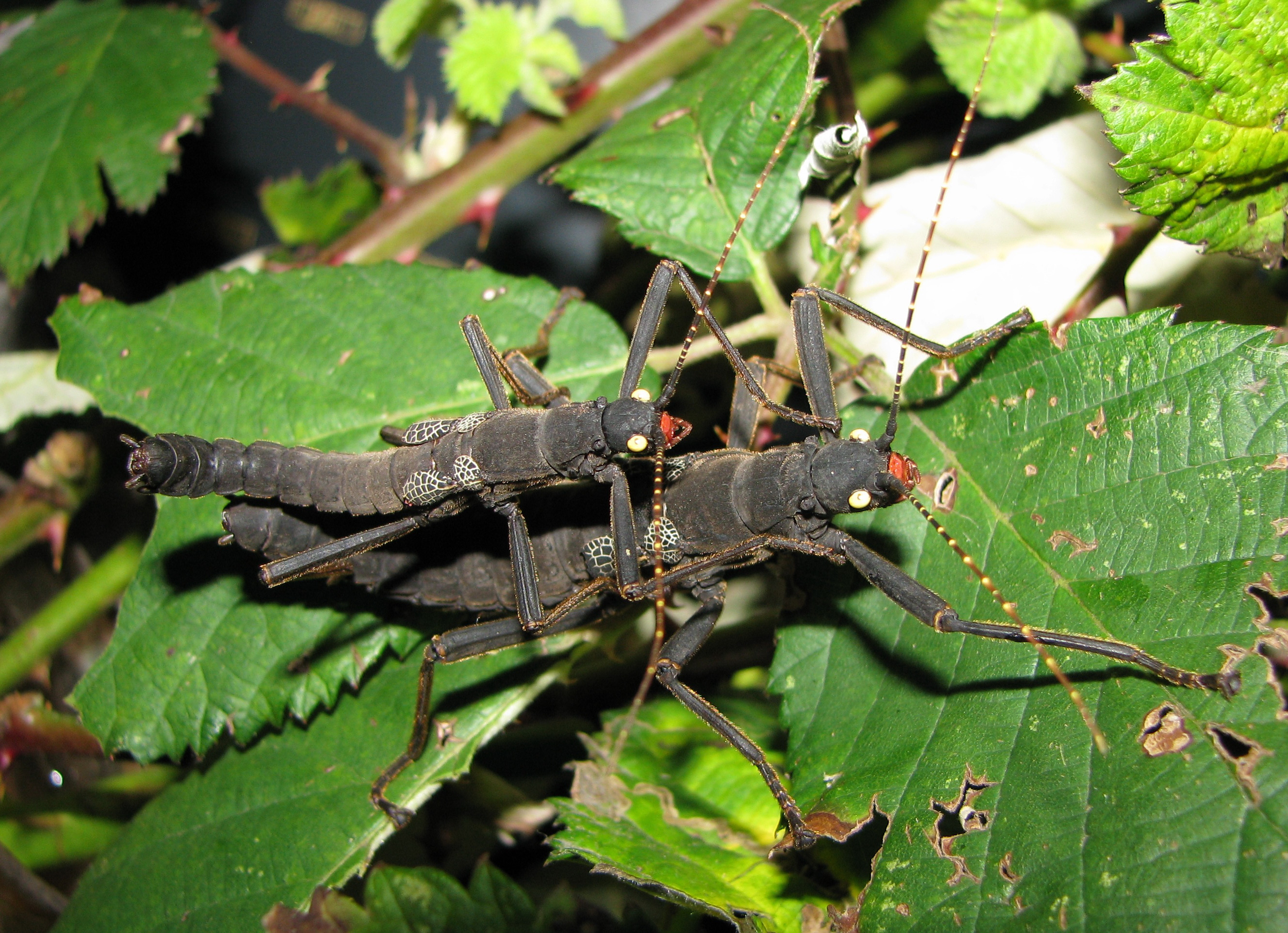
Kopulująca para

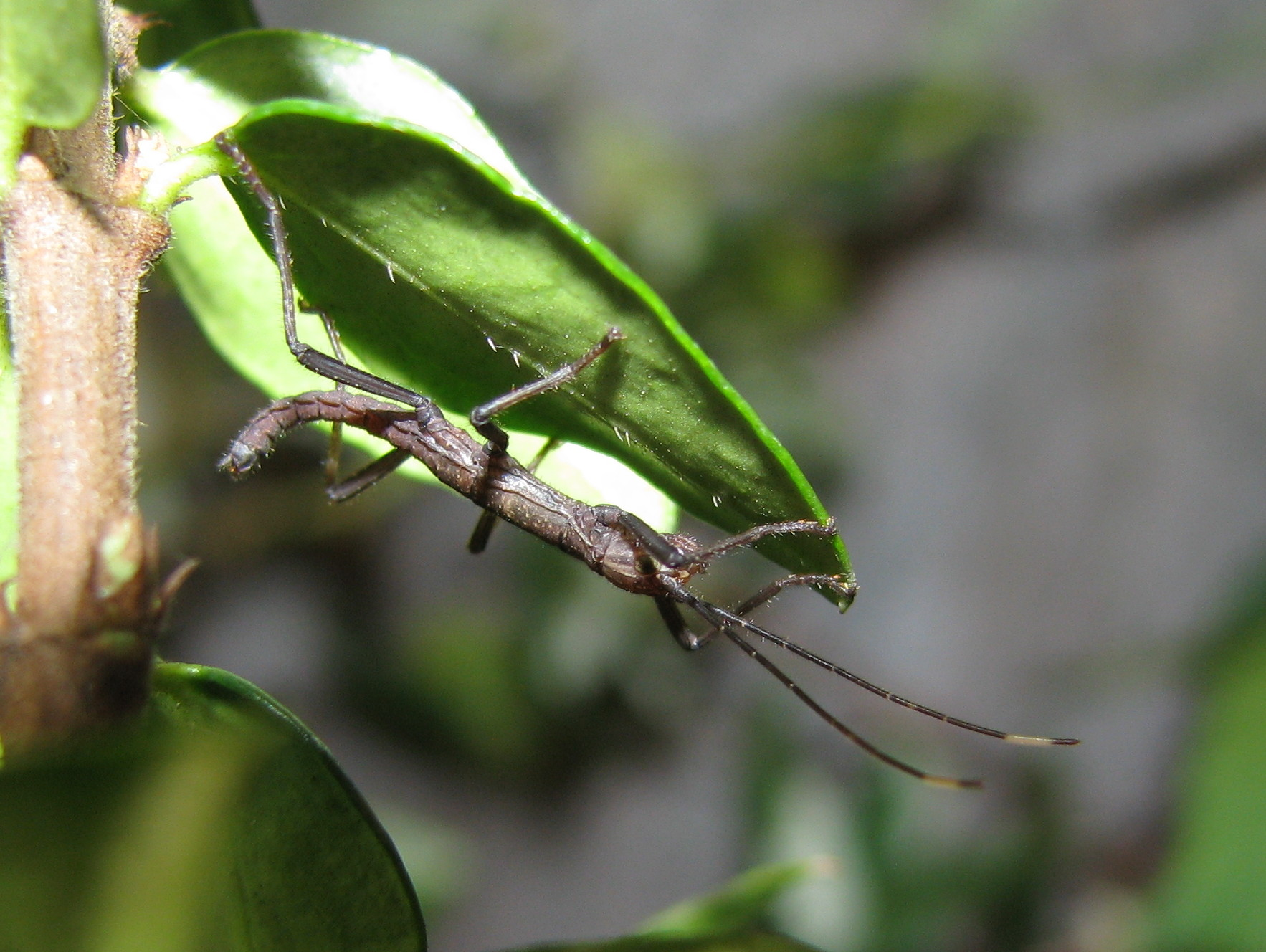
Młoda nimfa

Ciało straszyków pokrywa matowy, czarny oskórek. Jego wygląd wynika z obecności w powłoce ciała dwóch rodzajów mikrostruktur kutykularnych rozpraszających światło. Ponadto jego budowa wpływa na hydrofobowe właściwości oskórka, jak również zwiększa adsorpcję ciepła przez owady.
Długość ciała około 5,5 cm. Wyraźny dymorfizm płciowy, samice są znacznie większe i masywniejsze od samców. Wśród obu płci u imago występują dwie pary zredukowanych skrzydeł. Pierwsza para czarna, długości około 4 milimetrów, z wyraźnym użyłkowaniem. Druga para skrzydeł jaskrawo czerwona, o wielkości około 6 milimetrów. Głowa duża, o wydłużonym kształcie. Anteny długie i grube o barwie czarno-brązowej, zakończone białą plamką. Na czułkach widoczne ponadto poprzeczne żółte pasy. Oczy wydatne o żółtej barwie. Aparat gębowy jasnoczerwony. Tułów masywny, w jego obrębie znajdują się gruczoły obronne. Odnóża stosunkowo długie, o względnie mocnej budowie.

## Zachowanie
Gatunek monofagiczny, owady te żerują w nocy na liściach schinusu. W ciągu dnia straszyki chowają się u podstawy dużych liści oplątwy. Zaniepokojone osobniki, zarówno dorosłe jak i nimfy, w sytuacji zagrożenia zawijają odwłok; posiadają także zdolność rozpylania drażniącej substancji (peruphasmal). Imago rozkładają dodatkowo jaskrawoczerwone skrzydła jako sygnał ostrzegawczy.

## Rozmnażanie

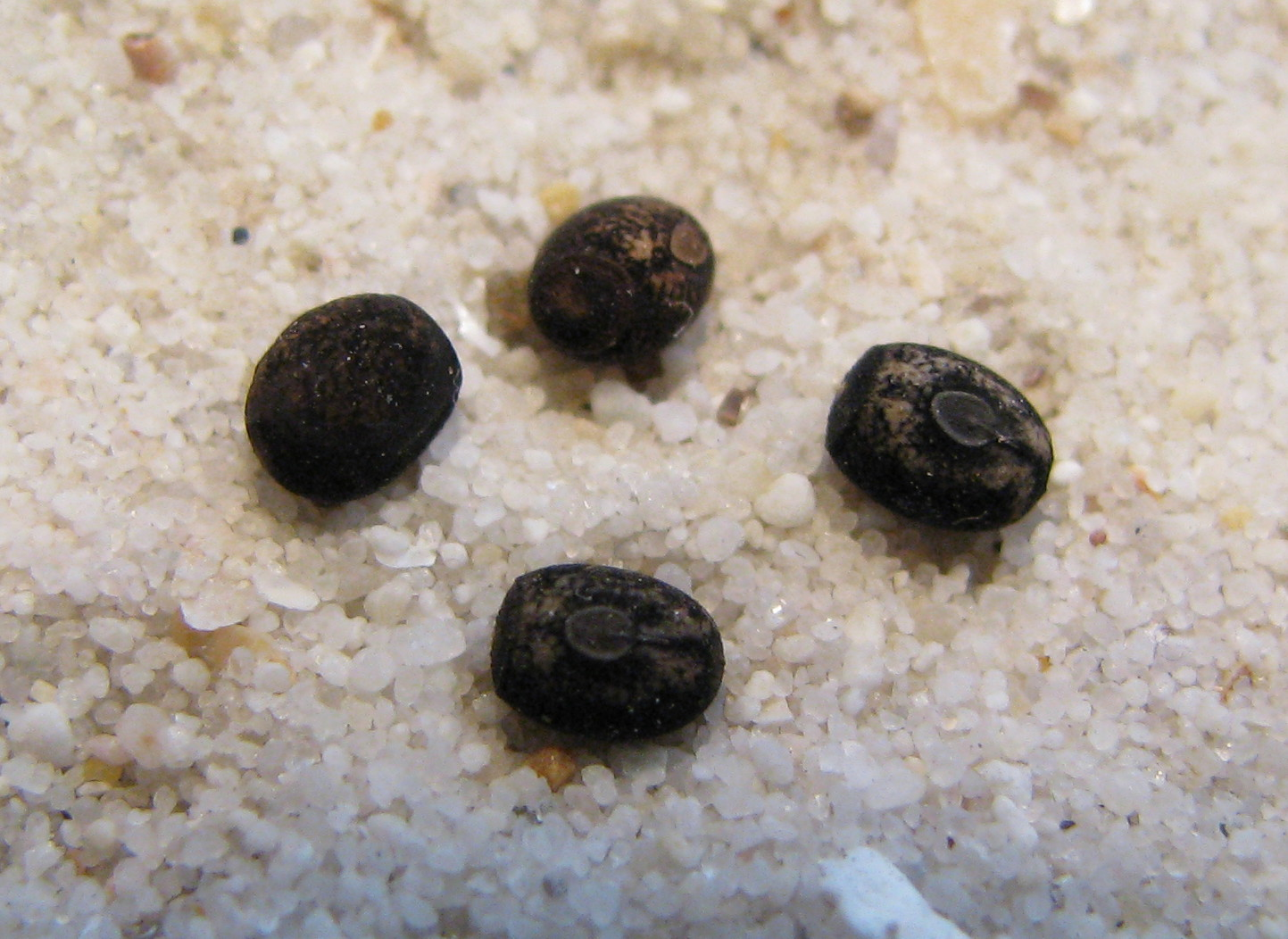
Jaja straszyka diabelskiego

Jaja owalne o długości zbliżonej do 4 milimetrów. Po około 2-5 miesiącach (w niewoli czas ten może się znaczenie wydłużyć) wykluwają się młode przy wskaźniku klucia wynoszącym niemalże 100%. Mające ok. 1 cm długości larwy przypominają wyglądem imago, jednakże są mniejsze, mniej masywne oraz pozbawione skrzydeł. Młode potrafią bardzo szybko się poruszać. Po około 4-5 miesiącach osobniki osiągają stadium imago. Kopulacja u straszyków diabelskich trwa bardzo długo, nawet kilka dni, podczas których samiec nieustannie trzyma się grzbietu partnerki. Długość życia wynosi 6-7 miesięcy w przypadku samic oraz około 8 miesięcy u samców.
W niewoli występują także osobniki o bladoróżowych skrzydłach i żółtym aparacie gębowym. Podobnie żółtko ich jaj zabarwione jest na jasnożółto, w przeciwieństwie do wyłącznie czerwonego żółtka w jajach składanych przez samice dzikie. Badania naukowe sugerują, że gen warunkujący krwistoczerwoną barwę niektórych narządów P. schultei ma swój locus na chromosomie X, na co wskazywałaby częstość występowania fenotypu zależnego od recesywnej mutacji u osobników męskich. Tak jak u większości owadów występuje u nich system determinacji płci X0.

## Hodowla
Owady te od czasu odkrycia stały się bardzo popularnymi okazami hodowlanymi na całym świecie, ze względu na ich łatwość w hodowli oraz niezwykły wygląd.
W niewoli jako pokarm należy podawać liście ligustru jako alternatywę dla rzadko dostępnych okazów schinusu.